# Живан Савић
Живан Д. Савић (Крушевац, 28. јун 1902 — Крушевац, 1983) био је свештеник у цркви Лазарици у Крушевцу и писац.

## Биографија
Живан Д. Савић рођен је на Видовдан 1902. године у Крушевцу. Завршио је богословију у Призрену а Богословски факултет у Београду. Рукоположен за ђакона 20.1.1931. године и распоређен у Лазарицу, као и за суплента Крушевачке гимназије. Ову дужност доживљавао је као част, отуд је иза свештеничког чина протојереј дописивао – професор, kако пише и на његовом споменику на Старом крушевачком гробљу. Одликован црвеним појасом и за хонорарног ђакона постављен 18.1.1936. У чин свештеника произведен 21.8.1943. године. Отпуштен из службе као професор гимназије 5.5.1946.г. Био парох глободерско-мачковачке парохије, одакле је 1949. постављен на упражњену Четврту крушевачку парохију. Одликован протојерејским чином 15.8.1964. Ходочастио на Гроб Господњи 1966. Члан уређивачког одбора епархијског часописа Глас епархије нишке од 1967-1977. За духовника манастира Покров Пресвете Богородице постављен 28. септембра 1966. Године. Објављивао поучне чланке у многим часописима, публиковао и три књиге - у сопственом издању.
После Другог светског рата више није био катихета – јер је тај предмет укинут у школама, а због залагања за Цркву био је под непрестаном политичком присмотром. Свештеник Живан ухапшен је после Другог светског рата и осуђен на принудни, васпитни рад, у Борском руднику, заједно са теологом и професором П. П. (сведочење И. П.).
Протојереј Живан Савић био је свестрано образован о чему, поред савременика и његових књига, сведоче и чланци о уметности, објављени у фабричком листу Индустрије 14. октобар из Крушевца. Препоручујући свештеника Живана за место професора Београдске богословије, члану Светог архијерејског синода Хризостому Војиновићу (30.8.1957) др Радивој Јосић, професор Теолошког факултета пише да је у његовој личности: савршена хармонија теорије и праксе...
Упокојио се 1983. године и сахрањен на Старом гробљу у Крушевцу.

## Летописац и писац
Прву књигу, Летопис цркве Лазарице, прва трећина од искони до пропасти објавио је 1969. године, после помних истраживања у Историјском архиву Крушевац, библиотекама Патријаршије и Београдске богословије, у Народној библиотеци Србије, а нарочито у Византолошком институту Српске академије наука и уметности. Са великом љубављу исписује летопис Цркве Лазарице, адиђара (-брушен драги камен, накит, драгоценост) у престоном Крушевцу. На насловној страни, поред назива, пише:Кнежевим костима отпочин Београд. Заветни Крушевац потомством очуван. (Мошти Светог кнеза Лазара тада су биле у Саборној цркви у Београду)
У предговору Прота објашњава своје мотиве и почиње свој филигрански вез речима о Лазарици од Порекла и постојбине предака кнеза Лазара и кнегиње Милице, до пада Србије и преласка последњих српских кнежева, Бранковића у Угарску. Стил писања проте Живана сасвим је особен, некако летописно-архаичан, сажет, додаје на торжественом оживљавању славних времена и поносу на последње изданке српске властеле. Живо уводи читаоца у комешања на Балкану настала усред надирања Турака из Мале Азије, говори о освајању ових простора и српског пада у агарјанско ропство.
Друга књига, приказање Отпочин у Чрномену: Урош пети: друго раздобље српске царевине, (црквено приказање – средњовековни литургијски драмски жанр који обрађује старозаветно или новозаветно (Исусово) страдање и животописе светаца. Драма као књижевна врста почиње свој развој од религијских приказања): Књигу је објавио о јубилеју – 600-ој годишњици битке на Марици: 1371. Отпочин шестолет прославља 1971. На коричном листу пише: Што златом што сребром што тамном што светлом свиленом свилицом ликови трепере а живот изгубљен смисао добија.
Места приказања су: Црква светих архангела Михаила и Гаврила у Призрену. Други чин одиграва се у Серу, трећи и четврти у Скопљу а пети чин је Одлазак војске на Марицу. Черномен је место где са црном слутњом одлазе царице Јелена и Ана, деспотица Јефимија са другим властелинкама чији су мужеви отишли у бој. Жене надомак Свете Горе чују лоше вести о пропасти:
Обе царице, огрнуте костретом, уздахну на сваку јачу помисао. Смрћу Нејакога (Урош) прошлост као да је са последњим ударцем огласила кобни загрљај са оним што обе очекују. Први знак свега тога је снажно шибање ветра обе царице на једном раскршћу у пустињи.Сликовита најава векова тамних по Србију, по Балкан и његове народе.
Своју трећу књигу Кнез Лазар : симфонијско приказање написао је у част шест векова од зидања Лазарице, 1375-1975. Као и претходна, драма је у виду приказања а радња се догађа од Маричке битке до погибије кнеза Лазара и одвођења младе Оливере у харем турског султана Бајазита.
Мноштвом ликова појачана драматичност догађања: царица Јелена, кнез Лазар, кнегиња Милица, Стефан и Вук, Балшићи, Бранковићи, Алтомановић, страни емисари, ратници, монаси... султани Мурат и Бајазит, босанска и српска властела... сви су пластично приказани, као и атмосфера пре, током и после Косовског пораза. Просто све трепери од стрепње и слутње трагедије која се и догађа, схвата и слуте њене кобне последице.
У духу средњовековних приказања је и језик драме, реченице су језгровите, са глаголом на крају, те звуче епски. Када би биле изговорене, биле би сличне бату војничких корака, звуку труба и фанфара (ратних), или хуку воде која се бучно слива низ потоке. Сасвим одговарајуће драматичном преокрету и предстојећој борби за опстанак Српства.
Појављивању драме следила је и лична драма и попа Живана и књиге. Са проценом да је националистичка, од стране тадашње власти, књига није ни угледала светлост дана, целокупни тираж од 3000 примерака спаљен је.У библиотеци цркве Лазарице чува се лекторски и један оригинални примерак књиге.